# (128426) Vekerdi
(128426) Vekerdi est un astéroïde de la ceinture principale.

## Description
(128426) Vekerdi est un astéroïde de la ceinture principale. Il fut découvert le 18 juin 2004 à Piszkéstető par Krisztián Sárneczky. Il présente une orbite caractérisée par un demi-grand axe de 2,28 UA, une excentricité de 0,09 et une inclinaison de 5,6° par rapport à l'écliptique.